# Хниченкова Ганна Юріївна
Хниченкова Ганна Юріївна (нар. 12 листопада 1994, Дніпро, Україна) — українська фігуристка, що виступає в одиночному катанні, чемпіонка України (2017). Учасниця Зимових Олімпійських ігор 2018 в Пхьончхані, Південна Корея.
Станом на 3 квітня 2018 року вона займає 74-е місце в рейтингу Міжнародного союзу ковзанярів (ІСУ).

## Спортивна кар'єра
У вересні на турнірі Nebelhorn Trophy 2017, що був кваліфікаційним на Олімпійські ігри, зайняла сьоме місце, яке дозволило спортсменці взяти ліцензію для України у цьому виді програми. На чемпіонаті України, що був вирішальним етапом формування команди на сезон, зайняла друге місце, поступившись 13-річній Анастасії Архиповій, однак через молодий вік спортсменки, Ганна залишила за собою право виступати на усіх головних стартах року.

## Спортивні результати
| Міжнародні змагання                  | Міжнародні змагання | Міжнародні змагання | Міжнародні змагання | Міжнародні змагання | Міжнародні змагання | Міжнародні змагання | Міжнародні змагання |
| Змагання                             | 11–12               | 12–13               | 13–14               | 14–15               | 15–16               | 16–17               | 17–18               |
| ------------------------------------ | ------------------- | ------------------- | ------------------- | ------------------- | ------------------- | ------------------- | ------------------- |
| Олімпійські ігри                     |                     |                     |                     |                     |                     |                     | 29                  |
| Чемпіонат світу                      |                     |                     |                     |                     | 19                  | 35                  | N/A                 |
| Чемпіонат Європи                     |                     |                     |                     |                     | 21                  | 21                  | N/A                 |
| Серія Челенджера: Golden Spin        |                     |                     |                     | 15                  |                     |                     |                     |
| Серія Челенджера: Ice Star           |                     |                     |                     |                     |                     |                     | 6                   |
| Серія Челенджера: Nebelhorn          |                     |                     |                     |                     |                     |                     | 7                   |
| Серія Челенджера: Ondrej Nepela      |                     |                     |                     | 12                  |                     | 17                  |                     |
| Серія Челенджера: Tallinn Trophy     |                     |                     |                     |                     |                     |                     | 8                   |
| Cup of Nice                          |                     |                     |                     |                     | 4                   | 11                  | 3                   |
| Ice Star                             |                     |                     |                     |                     |                     | 1                   |                     |
| NRW Trophy                           |                     | 28                  |                     |                     |                     |                     |                     |
| Slovenia Open                        |                     |                     |                     |                     |                     |                     | 6                   |
| Ukrainian Open                       |                     |                     | 8                   |                     |                     |                     |                     |
| Універсіада                          |                     |                     |                     | 9                   |                     |                     |                     |
| Міжнародні юніорські змагання        |                     |                     |                     |                     |                     |                     |                     |
| Юніорські чемпіонати світу           |                     | 17                  | 17                  |                     |                     |                     |                     |
| Юніорський етап Гран-прі: Естонія    |                     |                     | 21                  |                     |                     |                     |                     |
| Юніорський етап Гран-прі: Словаччина |                     |                     | 13                  |                     |                     |                     |                     |
| Tirnavia Ice Cup                     |                     | 2                   |                     |                     |                     |                     |                     |
| Volvo Open Cup                       |                     | 2                   |                     |                     |                     |                     |                     |
| Національні змагання                 |                     |                     |                     |                     |                     |                     |                     |
| Чемпіонат України                    | 5                   | 3                   | 3                   | 2                   | 2                   | 1                   | 2                   |
| Чемпіонат України серед юніорів      |                     | 1                   |                     |                     |                     |                     |                     |